# Жерар Біге
Жерар Біге (фр. Gérard Biguet, 16 червня 1946, Жарні) — французький футбольний арбітр. Арбітр ФІФА з 1982 по 1992 рік.

## Кар'єра
Розпочав суддівську кар'єру в 1967 році в регіональних турнірах, поступово підвищуючись у класі і з 1980 року став судити вищого дивізіону Франції, де пропрацював протягом наступних дванадцяти років і був одним з кращих арбітрів країни. Він також відсудив два фінали Кубка Франції — в 1985 і 1990 роках.
З 1982 року до 1992 року також судив безліч міжнародних матчів, в тому числі фінальний матч футбольного турніру Олімпійських Ігор 1988 року в Сеулі (Бразилія—СРСР), фінал молодіжного чемпіонату світу 1983 року в Мексиці (Бразилія—Аргентина), перший фінал молодіжного чемпіонату Європи 1990 року, а також матч групового етапу чемпіонату Європи 1992 року в Швеції (СНД—Німеччина).
По завершенні кар'єри працював у Федерації футболу Франції, і, зокрема, призначає суддів у молодіжному чемпіонаті до 18-ти років і в Кубку Гамбарделла.